# Selección de fútbol sub-15 de Kosovo
La selección de fútbol sub-15 de Kosovo (en albanés: Kombëtarja e futbollit të Kosovës nën 15 vjeç, en serbio: Фудбалска репрезентација Косова до 15. године, romanizado: Fudbalska reprezentacija Kosova do 15. godine) es el equipo sub-15 de fútbol representativo de Kosovo y está regido por la Federación de Fútbol de Kosovo.

## Historia
El 6 de febrero de 2013, la FIFA dio permiso para jugar partidos amistosos internacionales contra otras federaciones miembro. Kosovo en la mayor parte del tiempo ha organizado campos de entrenamiento en Kosovo y Europa con diferentes jugadores del campeonato local y de la diáspora. El 3 de mayo de 2018, Kosovo jugó por primera vez en su historia un partido amistoso contra Albania y el partido terminó con un empate a domicilio 1-1 y la alineación inicial de ese partido fue Rijad Bytyqi (POR), Albert Raçi, Albin Nishori, Arian Hetemi, Dardan Ibishi, Diar Halili, Dion Berisha, Eduard Ibrahimi, Elion Mahmuti, Ilhan Majić y Sadri Pacolli.

## Participaciones

### Torneo de desarrollo de la UEFA sub-15
Kosovo participó en el Torneo de Desarrollo de la UEFA U15 por primera vez en agosto de 2019, donde obtuvo el primer lugar después de ganar dos partidos contra Albania (2-1) y Macedonia del Norte (0-1) y empató sin goles contra Montenegro. Un mes más tarde, Kosovo participó de nuevo en el Torneo de desarrollo de la UEFA sub-15, donde nuevamente obtuvo el primer lugar después de ganar los tres partidos contra Tayikistán (8-0), Estonia (3-0) y Albania (0-1).
| Año                | Fase           | Pos. | PJ | PG | PE | PP | GF | GC |
| ------------------ | -------------- | ---- | -- | -- | -- | -- | -- | -- |
| agosto de 2019     | Medalla de oro | 1°   | 3  | 2  | 1  | 0  | 3  | 1  |
| septiembre de 2019 | Medalla de oro | 1°   | 3  | 3  | 0  | 0  | 12 | 0  |
| Total              | Medalla de oro | 2/2  | 6  | 5  | 1  | 0  | 15 | 1  |

## Calendario y resultados

### 2018
| Amistoso; 3 de mayo | Albania   | 1-1     | Kosovo     | Elbasan Arena, Elbasan, Albania |                         |
| 12:00               | Sulaj 46' | Reporte | Tahiri 61' | Árbitra: Emanuela Rusta         | Árbitra: Emanuela Rusta |

| Amistoso; 5 de mayo | Albania    | 1-1     | Kosovo      | Estadio Loro Boriçi, Shkodër, Albania |                          |
| 12:00               | Mezani 35' | Reporte | Mahmuti 15' | Árbitro(s): Suada Tushaj              | Árbitro(s): Suada Tushaj |

### 2019
| Torneo de desarrollo de la UEFA sub-15 de agosto de 2019; 27 de agosto | Albania | 1-2     | Kosovo                     | Petar Miloševski Training Centre, Skopje, Macedonia del Norte |  |
| 17:00                                                                  | Syla 7' | Reporte | Merlaku 73' · Krasniqi 80' |                                                               |  |

| Torneo de desarrollo de la UEFA sub-15 de agosto de 2019; 28 de agosto | Macedonia del Norte | 0-1     | Kosovo       | Petar Miloševski Training Centre, Skopje, Macedonia del Norte |  |
| 17:00                                                                  |                     | Reporte | Ramadani 78' |                                                               |  |

| Torneo de desarrollo de la UEFA sub-15 de agosto de 2019; 30 de agosto | Montenegro | 0-0     | Kosovo | Petar Miloševski Training Centre, Skopje, Macedonia del Norte |  |
| 11:00                                                                  |            | Reporte |        |                                                               |  |

| Torneo de desarrollo de la UEFA sub-15 de septiembre de 2019; 19 de septiembre | Kosovo                                                           | 8-0     | Tayikistán | National Sports Centre, Kamëz, Albania |  |
| 12:00                                                                          | Halimi 12', 47' · Krasniqi 13', 27', 52', 57' · Hodolli 73', 79' | Reporte |            |                                        |  |

| Torneo de desarrollo de la UEFA sub-15 de septiembre de 2019; 21 de septiembre | Kosovo                       | 3-0     | Estonia | National Sports Centre, Kamëz, Albania |  |
| 14:00                                                                          | Jashari ?' · Krasniqi ?', ?' | Reporte |         |                                        |  |

| Torneo de desarrollo de la UEFA sub-15 de septiembre de 2019; 23 de septiembre | Albania | 0-1     | Kosovo      | National Sports Centre, Kamëz, Albania |  |
| 12:00                                                                          |         | Reporte | Krasniqi ?' |                                        |  |

## Equipo

### Equipo actual
Los siguientes jugadores han sido convocados para el Torneo de Desarrollo UEFA U15 de 2019.
| Pos.           | Jugador          | Fecha de nacimiento (edad)        | Club                 | Equipo técnico |
| -------------- | ---------------- | --------------------------------- | -------------------- | --- |
| Portero        | Erion Mala       | 1 de enero de 2005 (16 años)      | FK Feronikeli        | Entrenador - Isa Sadriu - Gazmend Haliti Entrenador de porteros - Xhelal Karabegu Fisioterapeuta - Mentor Sfishta |
| Portero        | Altin Gjoka      | 11 de noviembre de 2005 (15 años) | FK Drenica           | Entrenador - Isa Sadriu - Gazmend Haliti Entrenador de porteros - Xhelal Karabegu Fisioterapeuta - Mentor Sfishta |
| Defensa        | Bleron Hashani   | 4 de enero de 2005 (16 años)      | FK Urbano Raskovë    | Entrenador - Isa Sadriu - Gazmend Haliti Entrenador de porteros - Xhelal Karabegu Fisioterapeuta - Mentor Sfishta |
| Defensa        | Erblin Thaqi     | 15 de enero de 2005 (16 años)     | Hannover 96          | Entrenador - Isa Sadriu - Gazmend Haliti Entrenador de porteros - Xhelal Karabegu Fisioterapeuta - Mentor Sfishta |
| Defensa        | Alp Shahini      | 9 de febrero de 2005 (16 años)    | FK Dinamo Ferizaj    | Entrenador - Isa Sadriu - Gazmend Haliti Entrenador de porteros - Xhelal Karabegu Fisioterapeuta - Mentor Sfishta |
| Defensa        | Erolind Rudari   | 20 de febrero de 2005 (16 años)   | FK Dinamo Ferizaj    | Entrenador - Isa Sadriu - Gazmend Haliti Entrenador de porteros - Xhelal Karabegu Fisioterapeuta - Mentor Sfishta |
| Defensa        | Erion Zeka       | 22 de abril de 2005 (15 años)     | KF 2 Korriku         | Entrenador - Isa Sadriu - Gazmend Haliti Entrenador de porteros - Xhelal Karabegu Fisioterapeuta - Mentor Sfishta |
| Defensa        | Rigon Xhaferi    | 4 de mayo de 2005 (15 años)       | KF 2 Korriku         | Entrenador - Isa Sadriu - Gazmend Haliti Entrenador de porteros - Xhelal Karabegu Fisioterapeuta - Mentor Sfishta |
| Defensa        | Nderim Avdullahu | 11 de junio de 2005 (15 años)     | KF 2 Korriku         | Entrenador - Isa Sadriu - Gazmend Haliti Entrenador de porteros - Xhelal Karabegu Fisioterapeuta - Mentor Sfishta |
| Defensa        | Dren Dobruna     | 29 de julio de 2005 (15 años)     | New York Red Bulls   | Entrenador - Isa Sadriu - Gazmend Haliti Entrenador de porteros - Xhelal Karabegu Fisioterapeuta - Mentor Sfishta |
| Centrocampista | Lorent Talla     | 1 de enero de 2005 (16 años)      | Queens Park Rangers  | Entrenador - Isa Sadriu - Gazmend Haliti Entrenador de porteros - Xhelal Karabegu Fisioterapeuta - Mentor Sfishta |
| Centrocampista | Erion Ramushi    | 8 de enero de 2005 (16 años)      | KF Ardhmëria Ferizaj | Entrenador - Isa Sadriu - Gazmend Haliti Entrenador de porteros - Xhelal Karabegu Fisioterapeuta - Mentor Sfishta |
| Centrocampista | Emin Reçica      | 17 de enero de 2005 (16 años)     | KF 2 Korriku         | Entrenador - Isa Sadriu - Gazmend Haliti Entrenador de porteros - Xhelal Karabegu Fisioterapeuta - Mentor Sfishta |
| Centrocampista | Ariol Bllaca     | 20 de febrero de 2005 (16 años)   | KF 2 Korriku         | Entrenador - Isa Sadriu - Gazmend Haliti Entrenador de porteros - Xhelal Karabegu Fisioterapeuta - Mentor Sfishta |
| Centrocampista | Leon Toska       | 18 de abril de 2005 (15 años)     | FC Winterthur        | Entrenador - Isa Sadriu - Gazmend Haliti Entrenador de porteros - Xhelal Karabegu Fisioterapeuta - Mentor Sfishta |
| Centrocampista | Leon Reçica      | 5 de septiembre de 2005 (15 años) | FC Winterthur        | Entrenador - Isa Sadriu - Gazmend Haliti Entrenador de porteros - Xhelal Karabegu Fisioterapeuta - Mentor Sfishta |
| Delantero      | Elton Krasniqi   | 27 de febrero de 2005 (16 años)   | KF 2 Korriku         | Entrenador - Isa Sadriu - Gazmend Haliti Entrenador de porteros - Xhelal Karabegu Fisioterapeuta - Mentor Sfishta |
| Delantero      | Edvin Hodolli    | 7 de marzo de 2005 (16 años)      | KF Llapi             | Entrenador - Isa Sadriu - Gazmend Haliti Entrenador de porteros - Xhelal Karabegu Fisioterapeuta - Mentor Sfishta |
| Delantero      | Igball Jashari   | 14 de julio de 2005 (15 años)     | KF Kurda             | Entrenador - Isa Sadriu - Gazmend Haliti Entrenador de porteros - Xhelal Karabegu Fisioterapeuta - Mentor Sfishta |
| Delantero      | Leart Halimi     | 8 de agosto de 2005 (15 años)     | Hertha BSC           | Entrenador - Isa Sadriu - Gazmend Haliti Entrenador de porteros - Xhelal Karabegu Fisioterapeuta - Mentor Sfishta |

## Registro contra rivales
Al 23 de septiembre de 2019
| Rival               | PJ | PG | PE | PP | GF | GC | Dif. | % de Victoria |
| ------------------- | -- | -- | -- | -- | -- | -- | ---- | ------------- |
| Albania             | 4  | 2  | 2  | 0  | 5  | 3  | +2   | 75,00         |
| Estonia             | 1  | 1  | 0  | 0  | 3  | 0  | +3   | 100,00        |
| Montenegro          | 1  | 0  | 1  | 0  | 0  | 0  | 0    | 50,00         |
| Macedonia del Norte | 1  | 1  | 0  | 0  | 1  | 0  | +1   | 100,00        |
| Tayikistán          | 1  | 1  | 0  | 0  | 8  | 0  | +8   | 100,00        |
| 5 países            | 8  | 5  | 3  | 0  | 17 | 3  | +14  | 85,00         |